# Brochów-Kolonia
Brochów-Kolonia – wieś w Polsce położona w województwie mazowieckim, w powiecie sochaczewskim, w gminie Brochów.
Wieś wchodzi w skład sołectwa Brochów-Kolonia, Malanowo.
W latach 1975–1998 miejscowość administracyjnie należała do województwa warszawskiego.